# Imperial (Whiskybrennerei)
Imperial war eine Whiskybrennerei in Carron, Moray, Schottland.

## Geschichte
Die Brennerei wurde 1897 durch Thomas MacKenzie gegründet. Die Produktion begann im Sommer 1898, doch schon im folgenden Jahr musste die Destillerie wieder schließen und wurde erst 1919 wiedereröffnet, um schon 1925 von den neuen Besitzern, der Distillers Company Limited (DCL), wieder – bis auf die Mälzerei – stillgelegt zu werden, diesmal bis 1955. 1965 verdoppelte sich die Kapazität der Brennerei, indem die Anzahl der Brennblasen von zwei auf vier erhöht wurde. 1985 wurde die Destillerie an Allied Distillers verkauft, welche sie noch im selben Jahr stilllegten und erst 1989 wiedereröffneten. Seit 1998 ist die Brennerei erneut stillgelegt. Seit der Übernahme von Allied Distillers am 5. Juli 2005 gehört die Destillerie Pernod Ricard. 2013 wurden die Gebäude abgerissen, um Platz für die neue Dalmunach-Whiskybrennerei zu schaffen.

## Produktion
Das Wasser der zur Region Speyside gehörenden Brennerei stammte aus dem Ballintomb Burn. Seit die eigene Mälzerei geschlossen wurde, wurde das Malz von den Burghead Maltings bezogen. Die Brennerei verfügte über einen Maischbottich (mash tun) (11,56 Tonnen) aus Edelstahl und sechs Gärbottiche (wash backs) (je 56.500 l) aus Lärchenholz. Destilliert wurde in zwei wash stills (je 21.000 l) und zwei spirit stills (je 18.800 l).

## Adresse
Carron, Aberlour, Banffshire AB38 7QP